# José Antonio Páez (comune)
José Antonio Páez è un comune del Venezuela situato nello Stato di Yaracuy.
Il capoluogo del comune è la città di Sabana de Parra.